# کلینتن (میسیسیپی)
کلینتن (به انگلیسی: Clinton) شهری در ایالت میسیسیپی کشور ایالات متحده آمریکا است که جمعیت آن در سرشماری سال ۲۰۱۰ میلادی، ۲۵٬۲۱۶
نفر بوده‌است.